# Phú Thịnh (thị trấn)
Phú Thịnh là thị trấn huyện lỵ của huyện Phú Ninh, tỉnh Quảng Nam, Việt Nam.

## Địa lý
Thị trấn Phú Thịnh nằm ở trung tâm huyện Phú Ninh, có vị trí địa lý:
- Phía đông giáp các xã Tam Đàn, Tam Thái, Tam Dân
- Phía tây giáp xã Tam Vinh
- Phía nam giáp xã Tam Dân
- Phía bắc giáp xã Tam Phước và xã Tam Đàn.

Thị trấn Phú Thịnh có diện tích 6,48 km², dân số năm 2023 là 5.348 người, mật độ dân số đạt 825 người/km².

## Hành chính
Thị trấn Phú Thịnh được chia thành 3 khối phố: Tân Thịnh, Thạnh Đức, Tam Cẩm.

## Lịch sử
Năm 2024, UBND tỉnh Quảng Nam ban hành Quyết định số 1616/QĐ-UBND về việc công nhận thị trấn Phú Thịnh mở rộng (bao gồm thị trấn Phú Thịnh và xã Tam Vinh) đạt tiêu chí đô thị loại V trực thuộc huyện Phú Ninh.